# Arbeiterbewegung in Deutschland
Die Arbeiterbewegung ist ein zusammenfassender Begriff für Zusammenschlüsse und Organisationen, die sich seit Beginn der Industriellen Revolution in Deutschland bildeten, um die politischen und sozialen Interessen der Arbeiter zu vertreten. Ihr Ziel war und ist die Verbesserung der wirtschaftlichen und sozialen Situation der arbeitenden Bevölkerung. Dieses Ziel wird mit unterschiedlichen Konzepten verfolgt, die von der bloßen Sozialreform bis hin zum revolutionären Sozialismus reichten.

## Geschichte und Entwicklung

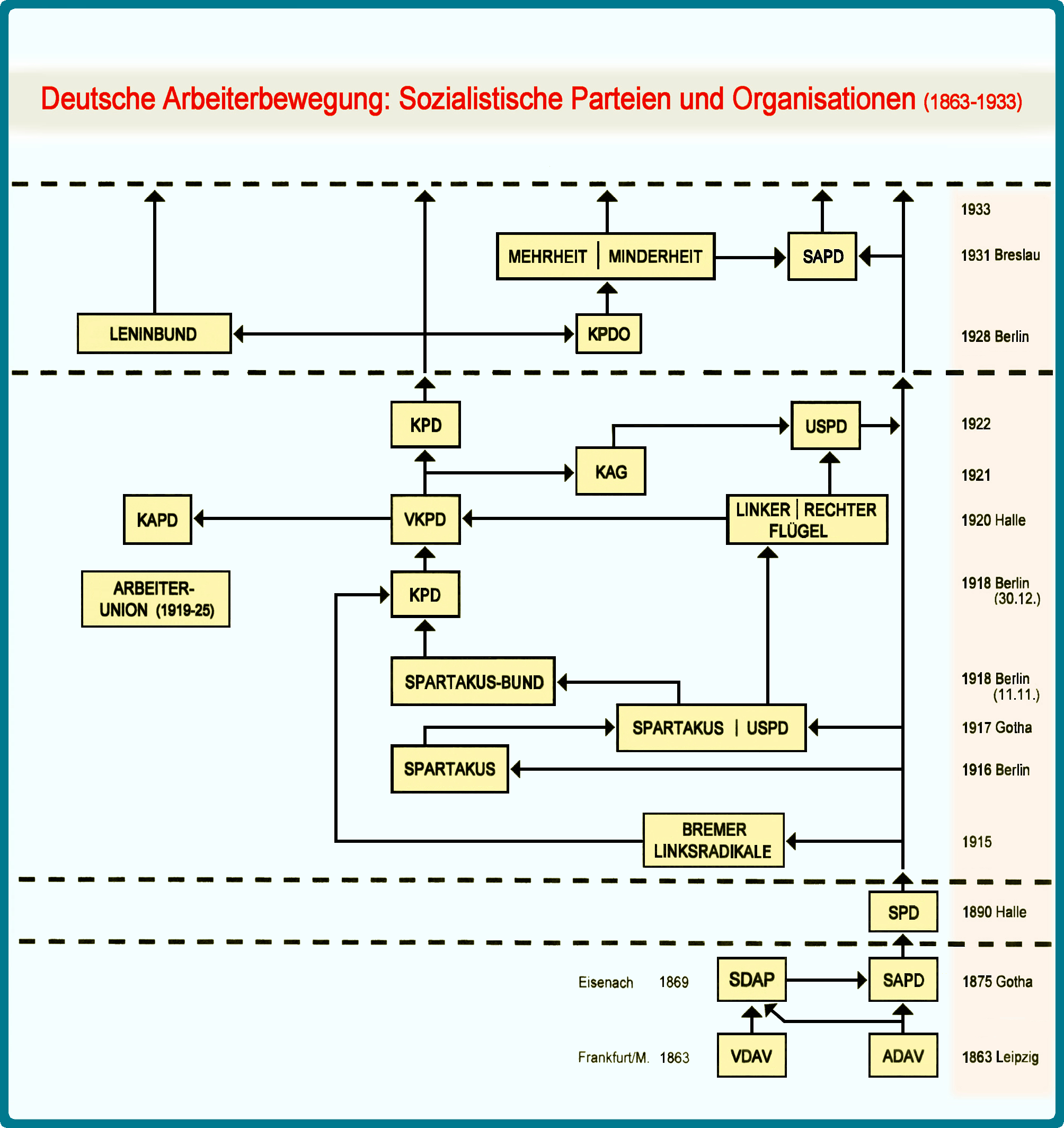
Sozialistische Parteien und Organisationen (1863–1933) der Arbeiterbewegung in Deutschland

### Ursprünge

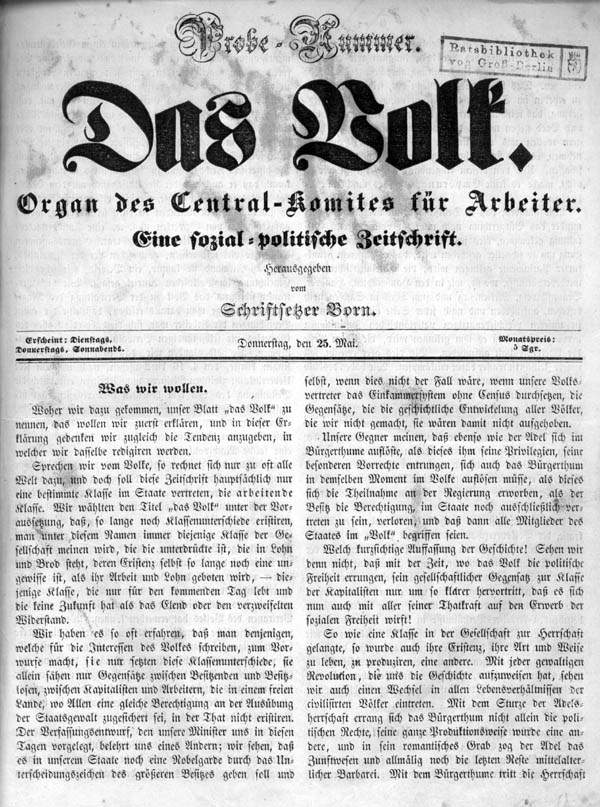
Das Volk (Zeitschrift der Allgemeinen deutschen Arbeiterverbrüderung)

Der Ursprung der deutschen Arbeiterbewegung wird von der Geschichtsschreibung meist in die Periode der ersten Organisationsgründungen in den 1830er Jahren gelegt, als sich im Ausland erste Geheimgesellschaften wandernder Handwerker wie etwa der Bund der Gerechten bildete, oft auch erst ins Revolutionsjahr 1848, als mit der Allgemeinen Arbeiterverbrüderung erstmals auch in Deutschland selbst Arbeiterorganisationen aktiv waren. Proteste von Arbeitenden sind jedoch durchaus älter und reichen zurück bis in die Frühe Neuzeit, etwa die Beteiligung der Bergarbeiter an den Bauernkriegen der Jahre 1524/1525.
An die Frage des Ursprungs knüpft sich auch die Frage nach dem Wesen der Arbeiterbewegung: bezeichnet sie allein die organisierte Bewegung in Form Fester Vereinigungen oder auch unorganisierte Proteste wie etwa wilde Streiks oder Maschinenstürmer? Historiker wie Karl Heinz Roth bejahen dies entschieden, die Mehrheit der historischen Darstellungen konzentriert sich auf die Organisationsgeschichte.

### Organisationsgeschichte

#### Partei
Betrachtet man die Organisationsgeschichte der Arbeiterbewegung, so ist festzustellen, dass die Bewegung lange mit den demokratischen Organisationen des Bürgertums verbunden war. So kämpften etwa in liberalen Bildungsvereinen Arbeiterschaft und Bürgertum gemeinsam für gesellschaftliche Reformen wie etwa das freie Wahlrecht, Presse- und Meinungsfreiheit.
Erst in den 1860er Jahren kam es zur Gründung eigener Organisationen, die sich allein der Arbeiterbevölkerung verbunden fühlten und mehrheitlich sozialistischen Zielen zuneigten. Die erste Organisation dieser Art war der 1863 von Ferdinand Lassalle gegründete ADAV, es folgte im Jahr 1869 die von Wilhelm Liebknecht und August Bebel gegründete Sozialdemokratische Arbeiterpartei.
Beide Organisationen verstanden sich als sozialistisch, hatten jedoch Differenzen über die Frage der Deutschen Nationsbildung und die Gründung von Gewerkschaften: Lassalle lehnte Gewerkschaften ab, während Bebel und Liebknecht sie unter Berufung auf die Schriften von Karl Marx förderten. Beide Gruppen vereinigten sich 1875 zur Sozialistischen Arbeiterpartei Deutschlands. Nachdem sie zwischenzeitlich verboten worden war, benannte sich diese Partei bei ihrer Neugründung 1890 um in SPD. Diese vertrat bis zum Ersten Weltkrieg als einzige Arbeiterpartei die Interessen der Arbeitenden. Erst während des Krieges kam es zur Spaltung zunächst in SPD und Unabhängige Sozialdemokratie, danach in SPD und KPD, so dass seit der Weimarer Republik mehrere Parteien um die Interessenvertretung der Arbeiter rangen. Während die Sozialdemokratie sich dabei dem Weg der Sozialreform verschrieb, sah sich die KPD der Revolution verpflichtet. In der Rätebewegung der Jahre 1918–1920 waren dagegen Vertreter aller Arbeiterparteien zu finden.

#### Gewerkschaften
Neben den Arbeiterparteien bildeten sich schon seit 1848 Gewerkschaften heraus, die ihre Ursprünge zunächst in den Handwerkervereinen des ausgehenden Mittelalters hatten, in ihrer modernen Form jedoch als Anhang der verschiedenen Parteien neu entstanden. So gab es in den 1860ern Lassalleanische, marxistische aber auch der liberale Hirsch-Dunckerschen Gewerkvereine. Seit den 1890er Jahren kamen die christlichen Gewerkschaften hinzu. Die Freien Gewerkschaften waren bis zum Ende 1933 die mit Abstand stärkste Gewerkschaftsrichtung. Während die Parteien auf politischer und parlamentarischer Ebene aktiv waren, sahen sich die Gewerkschaften vor allem als ökonomische Interessenvertretung der Arbeitenden und führten Streiks und Lohnkämpfe durch. In Deutschland war diese Trennung von Politik und Ökonomie besonders stark, während in Frankreich die Tradition des Syndikalismus dominierte, in der auch die Gewerkschaften durch politische Streiks und ähnliche Maßnahmen gesellschaftliche Gegenentwürfe einforderten.

#### Arbeitervereine und Genossenschaften
Neben Parteien und Gewerkschaften bildete die Arbeiterbewegung auch zahlreiche gesellschaftliche Zusammenschlüsse (Arbeitervereine) wie Bildungs-, Sport- und Gesangsvereine, Naturfreunde, Waldheimvereine, soziale Organisationen wie die Arbeiterwohlfahrt (AWO) und der Arbeiter-Samariter-Bund (ASB) und schließlich Genossenschaften, die vorrangig der Versorgung der Arbeiter mit Nahrungsmitteln, Wohnungen u. ä. dienten.
Partei, Gewerkschaften und proletarische Selbsthilfeorganisationen wurden auch als die Drei Säulen der Arbeiterbewegung bezeichnet.

### Christliche Arbeiterbewegung
Die christliche Arbeiterbewegung bildete sich als Reaktion auf die sozialistischen Bestrebungen der Arbeiterschaft. Sie lehnte deren revolutionäre Zielrichtungen und auch ihr atheistisches Weltbild ab und entwickelte verschiedene Theorien der Klassenharmonie, etwa in Form der Katholischen Soziallehre. Die Verantwortung der Kirche für die Arbeiter wurde zuerst durch Bischof Wilhelm Emmanuel von Ketteler als Innere Mission begriffen. Während die evangelische Arbeiterbewegung sich zunächst aufgrund der Sozialistengesetze verschloss, waren die Katholiken offener und dominierten so auch christlich-überkonfessionelle Bestrebungen, wie die Christlichen Gewerkschaften von 1894 bis 1933. In der katholischen Arbeiterbewegung entstanden so vor allem die Katholische Arbeitervereine oder das Kolpingwerk. Die Evangelische Arbeiterbewegung entstand gerade als Minderheitenbewegung in katholisch geprägten Gebieten, so etwa der erste evangelische Arbeiterverein (EAV) 1848 in Bayern. Generell betonen konfessionelle Gesellschaftskonzeptionen allerdings den sozialen Ausgleich gegenüber sozialen Konfliktstrategien.

### Proletarische Frauenbewegung
Erste Regungen einer Arbeiterinnenbewegung als Bestandteil der Arbeiterbewegung entstanden ebenfalls im Zusammenhang mit der Märzrevolution 1848. Eine ihrer Protagonistinnen war die Publizistin Louise Otto-Peters, die in der 1848 von ihr gegründeten politisch motivierten Frauenzeitung den Zusammenschluss von Arbeiterinnen nach dem Vorbild der Assoziationen männlicher Gesellen forderte. Diese Forderungen blieben jedoch lange unerhört, auch in der zweiten Gründungswelle der 1860er verstanden sich die Arbeiterorganisationen als reine Männervereine, die sogar das Frauenwahlrecht ablehnten. Erst in den 1880er Jahren änderte sich dies radikal: unter dem Einfluss der Schriften von Friedrich Engels und August Bebel entstand eine marxistische Theorie der Frauenemanzipation, die von sich neu gründenden Arbeiterinnenvereinen rasch aufgenommen wurde. Eine Pionierrolle als Organisatorin spielte hier Clara Zetkin, später auch Luise Zietz. Die proletarische Frauenbewegung wurde vom Staat noch härter Verfolgt als ihr männliches Gegenstück, mehrfache Verbotswellen in den ersten Jahren erzwangen eine völlig informelle Struktur, erst ab 1908 gestand der Staat Frauen das Recht zu, sich in politischen Vereinen zu organisieren. Das Frauenwahlrecht wurde erst in der Novemberrevolution 1918 erkämpft.

## Forderungen
Zu den wichtigsten Forderungen der frühen Arbeiterbewegung gehörten neben freien Wahlen sowie Presse- und Meinungsfreiheit soziale Begehren: ein menschenwürdiges Dasein, also Mindestlöhne, der Achtstundentag, die Fünf-Tage-Woche, Arbeitsschutz, der Kündigungsschutz und die Sicherung bei Krankheit, Invalidität und Arbeitslosigkeit. Daneben spielte die Arbeiterbildung eine wichtige Rolle. Diese Errungenschaften wurden mit Streiks Stück für Stück erkämpft, blieben jedoch immer umstritten: Der in der Novemberrevolution erstmals errungene 8-Stunden-Tag wurde Mitte der 1920er Jahre von Unternehmerseite wieder aufgekündigt, ebenso die 1927 eingerichtete Arbeitslosenversicherung, die schon 1930 von Regierungsseite nicht mehr unterstützt wurde. Dieser Wechsel von Erfolgen und Rückschlägen führte dazu, dass sich neben der Sozialreform die Idee einer sozialistischen Umgestaltung der Gesellschaft lange hielt und heute wieder neu diskutiert wird. Bereits der Bewegungspionier Wilhelm Weitling hatte in den 1830ern eine christlich inspirierte „Gütergemeinschaft“ gefordert, Ferdinand Lassalle wollte mit sozialistischen Genossenschaften das Privateigentum schrittweise überwinden, Karl Marx hingegen verlangte die revolutionäre Machteroberung der in einer Partei organisierten, klassenbewussten Arbeiterklasse.

### Einführungen
- Wolfgang Abendroth: Einführung in die Geschichte der Arbeiterbewegung. Von den Anfängen bis 1933. 2. Auflage. Distel Verlag, Heilbronn 1988, ISBN 3-923208-19-7.
- Helga Grebing: Geschichte der deutschen Arbeiterbewegung. Von der Revolution 1848 bis ins 21. Jahrhundert. Vorwärts 2007, ISBN 978-3-86602-288-1.
- Ralf Hoffrogge: Sozialismus und Arbeiterbewegung in Deutschland: Von den Anfängen bis 1914. Schmetterling Verlag, Stuttgart 2011, ISBN 978-3-89657-655-2.
- Arno Klönne: Die deutsche Arbeiterbewegung, Geschichte – Ziele – Wirkungen. DTV, München 1989, ISBN 3-423-11073-2.
- Axel Kuhn: Die deutsche Arbeiterbewegung. Reclam, Stuttgart 2004, ISBN 3-15-017042-7.
- Horst Steffens, Thomas Herzig (Hrsg.): Durch Nacht zum Licht? – Geschichte der Arbeiterbewegung 1863–2013. Katalog zur Ausstellung im Mannheimer Technoseum, Mannheim 2013.

### Bibliographien
- Bibliothek der Friedrich-Ebert-Stiftung (Hrsg.): Bibliographie zur Geschichte der deutschen Arbeiterbewegung. Jahrgang 31 (2006), Dietz, Bonn 2007.
- Hans-Holger Paul, Archiv der sozialen Demokratie (Hrsg.): Inventar zu den Nachlässen der deutschen Arbeiterbewegung: für die zehn westdeutschen Länder und West-Berlin. 1993, ISBN 3-598-11104-5.[8]

### Scheitern und Problematik
- Sebastian Haffner u. a.: Zwecklegenden. Die SPD und das Scheitern der Arbeiterbewegung. Verlag 1900, 2002, ISBN 3-930278-03-0.
- Karl Heinz Roth: Die „andere“ Arbeiterbewegung und die Entwicklung der kapitalistischen Repression von 1880 bis zur Gegenwart. 2. Auflage. Trikont-Verlag, München 1976.
- Erhard Lucas: Vom Scheitern der deutschen Arbeiterbewegung. Basel 1983.
- Stefan Berger: Kommunisten, Sozialdemokraten und das Demokratiedefizit in der Arbeiterbewegung. In: Jahrbuch für Forschungen zur Geschichte der Arbeiterbewegung. Heft II/2006.

### Anfänge
- Jürgen Kocka: Arbeitsverhältnisse und Arbeiterexistenzen. Grundlagen der Klassenbildung im 19. Jahrhundert. Bonn 1990.
- Jürgen Kocka: Traditionsbindung und Klassenbildung. Zum sozialhistorischen Ort der frühen deutschen Arbeiterbewegung (= Schriften des Historischen Kollegs. Vorträge. Bd. 8), München 1987 (Digitalisat)
- Jürgen Kocka (Hg.): Arbeiter und Bürger im 19. Jahrhundert. Varianten ihres Verhältnisses im europäischen Vergleich (= Schriften des Historischen Kollegs. Kolloquien. Bd. 7), Oldenbourg, München 1986, ISBN 978-3-486-52871-8 (Digitalisat)
- Ralf Hoffrogge: Sozialismus und Arbeiterbewegung in Deutschland: Von den Anfängen bis 1914. Schmetterling Verlag, Stuttgart 2011, ISBN 978-3-89657-655-2.

### Zeit des Nationalsozialismus
- Michael Schneider: Unterm Hakenkreuz. Arbeiter und Arbeiterbewegung 1933 bis 1939. Dietz, Bonn 1999, ISBN 3-8012-5025-3.

### Wissenschaftliche Zeitschriften zum Thema
- JahrBuch für Forschungen zur Geschichte der Arbeiterbewegung ISSN 1610-093X
- Internationale wissenschaftliche Korrespondenz zur Geschichte der deutschen Arbeiterbewegung (IWK, inzwischen leider eingestellt)ISSN 0046-8428
- Jahrbuch für Historische Kommunismusforschung ISSN 0944-629X